# Victorino José Ribeiro
Victorino José Ribeiro (Porto Alegre, 24 de outubro de 1802 — Porto Alegre, 28 de setembro de 1862) foi um fazendeiro e militar brasileiro, fundador da Colônia de Estrela.
Era filho de Reginaldo Ribeiro de Andrade e Silva, paulista que temendo represálias da polícia portuguesa pelo seu envolvimento na Inconfidência Mineira tomou o nome de Reginaldo Silvestre Ribeiro e fugiu para Porto Alegre, onde casou com a viúva Ana Emília de Sampaio Mena Barreto.
Em 1830 permutou sua casa na Rua da Ponte em Porto Alegre, pela Fazenda da Estrela, com José Inácio Teixeira Júnior. Em 1832 ampliou a propriedade, com mais 300 braças de frente e légua e meia de fundo, através de permuta de uma fazenda em São Gabriel. Candidatou-se a deputado na 1ª Legislatura da Assembleia Legislativa Provincial do Rio Grande do Sul, porém não foi eleito, permanecendo como suplente.
Chefe da Grande Loja da Maçonaria e vice-cônsul de Portugal, Vitorino permaneceu neutro ao iniciar a Revolução Farroupilha em 1835, entretanto a invasão de suas terras por forças farrapas fizeram com que se aliasse ao exército imperial, aquartelado em Triunfo, onde obteve o título de coronel.
Em 1845 voltou a morar na Fazenda da Estrela. Dividiu a fazenda em lotes coloniais, em outubro de 1855, e iniciou a colonização de Estrela.
Como tivesse alguns conhecimentos de curativos e aplicação de medicamentos e chás, gozava da fama de curandeiro e "médico" na região, de grande estima e de justa fama de filantropo e humanitário, segundo Aquiles Porto Alegre em sua obra Homens do Passado.